# La Punta (San Luis)
La Punta é uma cidade argentina, no departamento de Juan Martín de Pueyrredón, na província de San Luis. Se localiza a 20 km a norte da capital da província, a cidade de San Luis. A cidade nasceu em 26 de março de 2003, como a primeira cidade argentina do século XXI, La Punta foi fundada pela então governadora da província de San Luis, Alicia Lemme, e iniciada durante a administração de seu antecessor, Adolfo Rodríguez Saá.
No último censo nacional realizado em outubro de 2010 pelo Instituto Nacional de Estatística e Censos da Argentina (INDEC), na Cidade de La Punta foram contabilizados  13.182 habitantes, sendo a terceira cidade mais populosa do departamento de La Capital.
Martin Olivero é o atual Intendente Municipal de La Punta. Olivero do partido Alianza Compromiso Federal foi eleito em 2015 e reeleito em 2019.

## Galeria

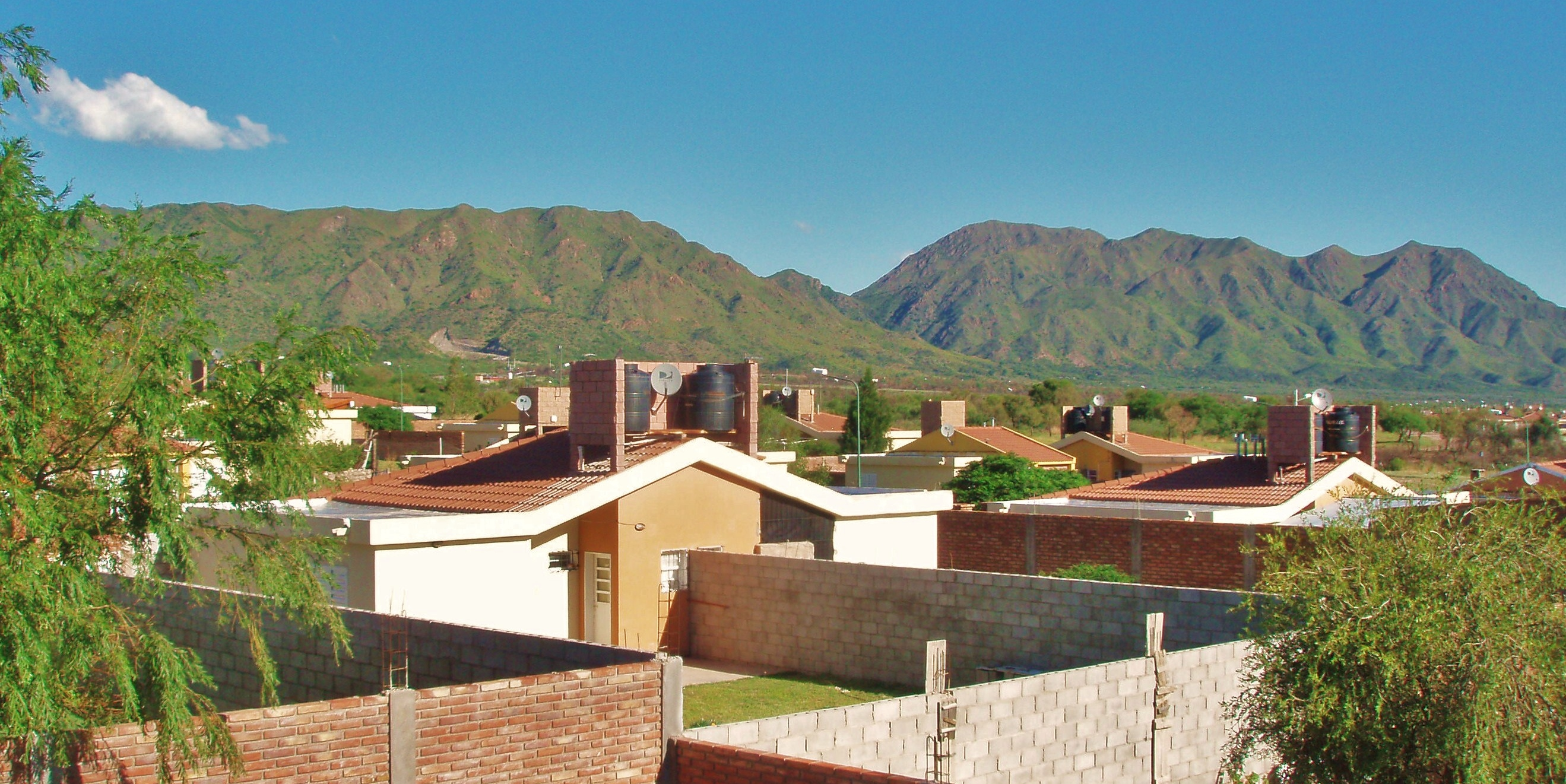
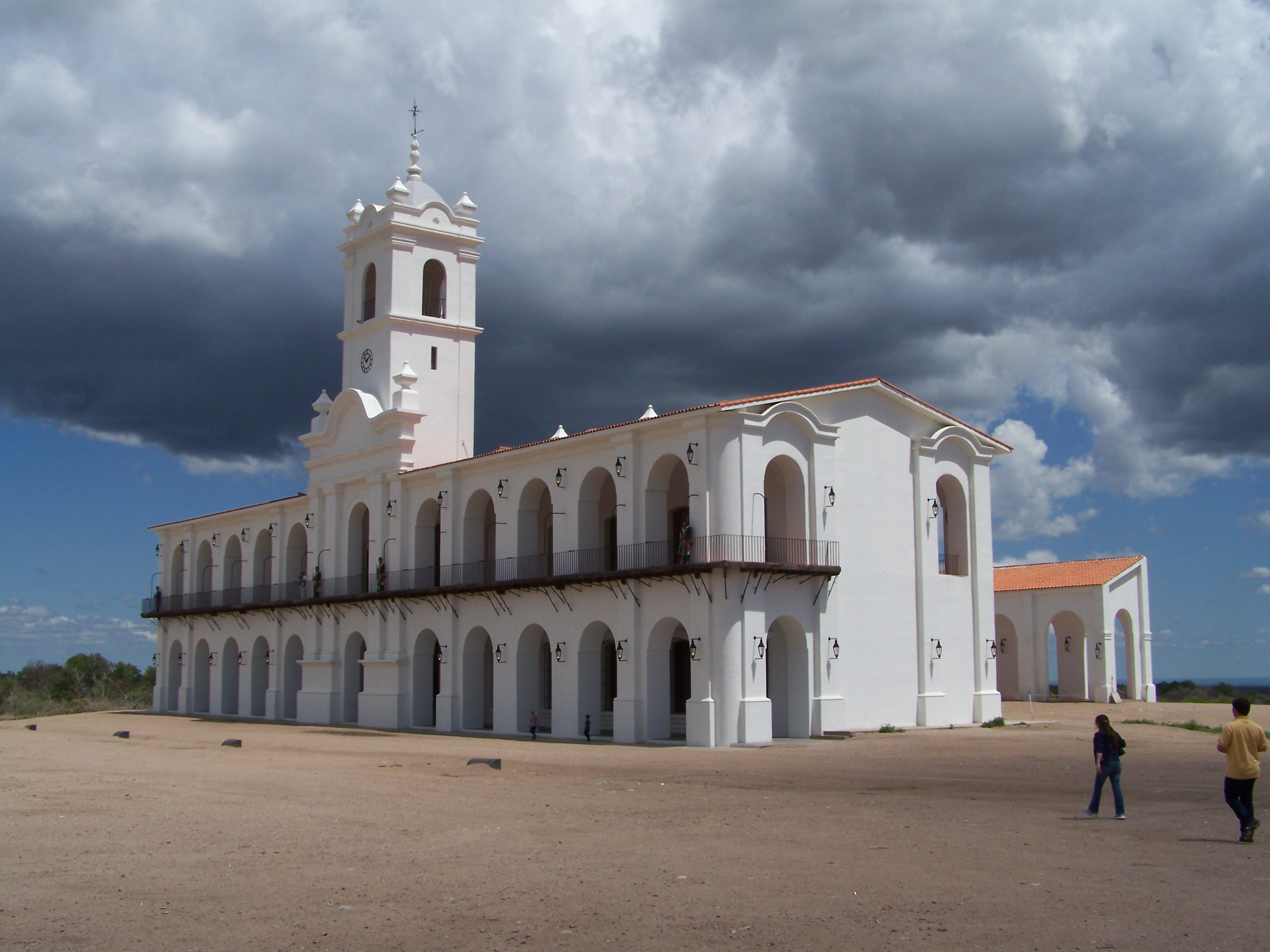
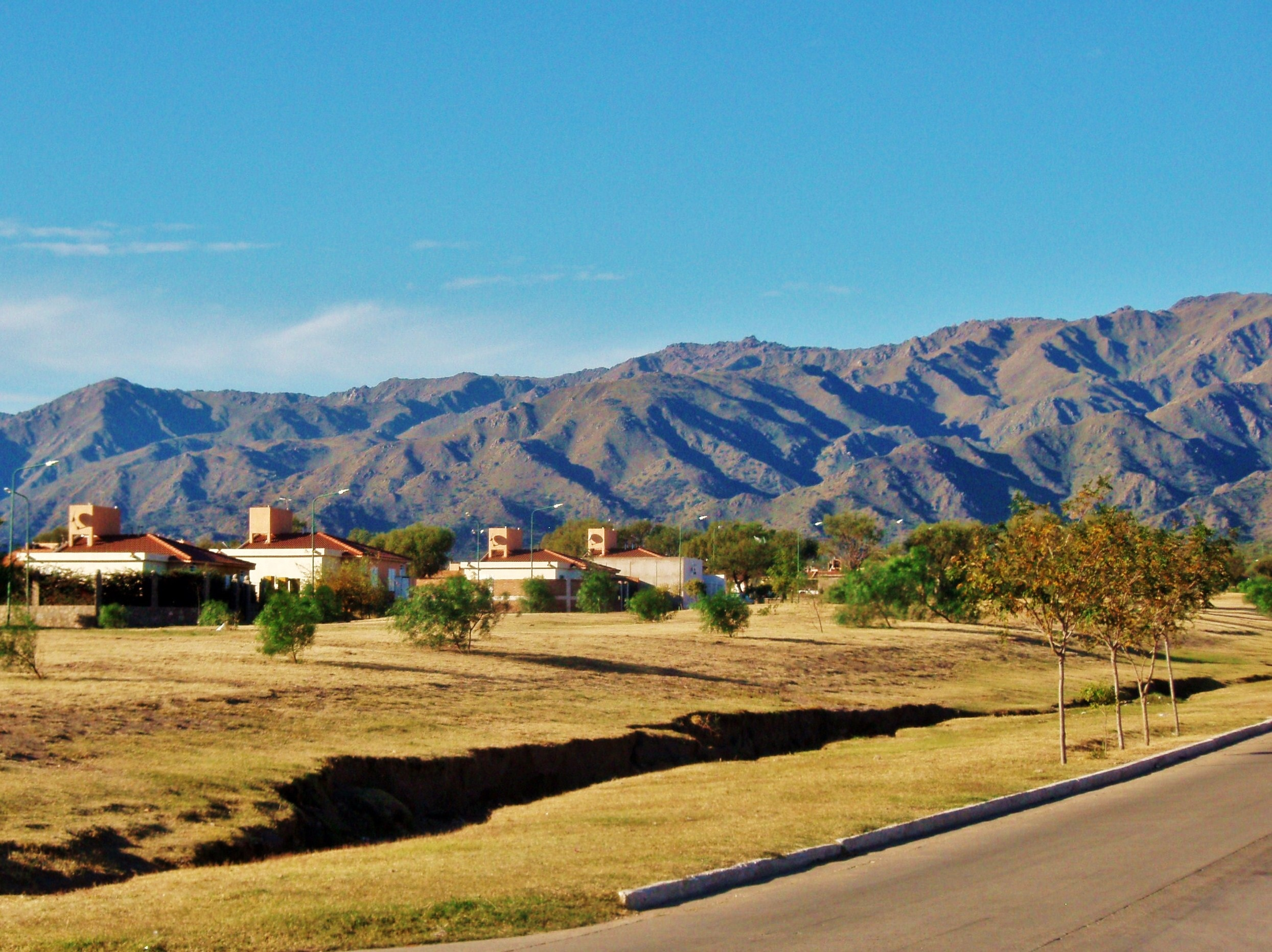